# Cantonul Samatan
Cantonul Samatan este un canton din arondismentul Auch, departamentul Gers, regiunea Midi-Pyrénées, Franța.

## Comune
- Bézéril
- Cazaux-Savès
- Labastide-Savès
- Lahas
- Monblanc
- Nizas
- Noilhan
- Pébées
- Polastron
- Pompiac
- Saint-André
- Saint-Soulan
- Samatan (reședință)
- Savignac-Mona
- Seysses-Savès